# Grabno (województwo łódzkie)
Grabno – wieś w Polsce położona w województwie łódzkim, w powiecie łaskim, w gminie Sędziejowice.
W latach 1975–1998 miejscowość administracyjnie należała do województwa sieradzkiego.
Wieś wymieniona w dokumentach po raz pierwszy w 1340. Znajdował się tu drewniany kościół św. Wacława, rozebrany w 1771. Na jego miejscu postawiono inny, fundowany przez rodzinę Wężyków, właścicieli wsi. Kościół ten został spalony w czasie działań wojennych w dniu 4 IX 1939 Nowy, drewniany kościół, przy wykorzystaniu elementów z niemieckich baraków na pobliskim poligonie, wystawiono w latach 1947-1949. Kościół został zbudowany na planie prostokąta o pow. 450 m². i posiada dwie przybudówki, z których jedna pełni funkcję zakrystii, a druga salki katechetycznej. Wewnątrz 4 ołtarze: w wielkim obrazy MB Częstochowskiej, św. Wacława i św. Rodziny.
Na cmentarzu kwatera wojskowa z 1939. Na pomniku napis: „Polegli na polu chwały w dniach 4 i 5 IX 1939 r. w walce z hitlerowskim najeźdźcą bohaterscy żołnierze 72 pp. z Radomia w bitwie o Józefów i Rogoźno”. Niżej: 14 nazwisk.
W pobliżu grób Józefa Kobyłeckiego, generała WP, dowódcy 78 pp. i 13 pp. oraz 2. Półbrygady Strzelców Podhalańskich. Walczył pod Narwikiem i w Normandii. Prochy jego zostały sprowadzone po wojnie do rodzinnej wsi.